# Olšany u Kvášňovic
Olšany (deutsch Wolschan) ist eine Gemeinde in Tschechien. Sie liegt zwölf Kilometer östlich von Plánice und gehört zum Okres Klatovy.

## Geographie
Olšany befindet sich am Südufer des Teiches Kozčínský rybník in der Nepomucká vrchovina (Nepomuker Bergland). Südlich liegt der Teich Buxin und im Westen der Myslívský rybník. Nordöstlich erhebt sich der Na Hromadných (534 m), im Osten die Soudná (569 m), südwestlich der Plesník (605 m) sowie im Nordwesten der Oumyšl (573 m). Gegen Südosten erstreckt sich der Oseker Wald. Westlich von Olšany verläuft die Bahnstrecke České Budějovice–Plzeň, der nächste Bahnhof ist Pačejov. Südlich führt die Staatsstraße II/186 zwischen Defurovy Lážany und Plánice an Olšany vorbei, eine direkte Anbindung besteht nicht.
Nachbarorte sind Pod Vráží, U Cihelny, Vránovic Mlýn und Nekvasovy im Norden, Slávenky, Kvášňovice, Oselce und Černice im Nordosten, Defurovy Lážany, Újezd u Chanovic und Osek im Osten, Maňovice und Jetenovice im Südosten, Pačejov, Ovčín und Pačejov-U nádraží im Süden, Olšany-U nádraží im Südwesten, Loužná, Štipoklasy und Nehodiv im Westen sowie Myslív, Milčice und Kovčín im Nordwesten.

## Geschichte
Die erste urkundliche Erwähnung des Dorfes erfolgte im Jahre 1227. Im Jahre 1614 wurde der Teich Kozčínský rybník angelegt.
Nach der Aufhebung der Patrimonialherrschaften bildete Volšany/Wolschan ab 1850 einen Ortsteil der Gemeinde Kvášňovice im Gerichtsbezirk Horažďowitz. Ab 1868 gehörte das Dorf zum Bezirk Strakonitz. Im selben Jahre wurde der Verkehr auf der Bahnstrecke České Budějovice–Plzeň aufgenommen; der auf freiem Feld zwischen Wolschan und Straschowitz gelegene Bahnhof Wolschan wurde später in Pačejov umbenannt. 1887 löste sich Volšany von Kvášňovice los und bildete eine eigene Gemeinde. Zu Beginn des 20. Jahrhunderts führte die Gemeinde den Namen Volšany t. Olšany, seit 1924 wird Olšany als Ortsname verwendet. Ab 1949 gehörte Olšany zum Okres Horažďovice, nach dessen Aufhebung wurde die Gemeinde 1960 dem Okres Klatovy zugeordnet. Am 1. Juli 1975 erfolgte die erneute Eingemeindung nach Kvášňovice, zwischen 1976 und 1990 gehörte Olšany als Ortsteil zu Pačejov. Seit dem 24. November 1990 bildet Olšany wieder eine eigene Gemeinde.

## Gemeindegliederung
Für die Gemeinde Olšany sind keine Ortsteile ausgewiesen. Grundsiedlungseinheiten sind Olšany und Olšany-u nádraží.

## Sehenswürdigkeiten
- Kapelle St. Wenzel am Dorfplatz
- Bildstock
- Gedenkstein für die Gefallenen des Ersten Weltkrieges

## Galerie

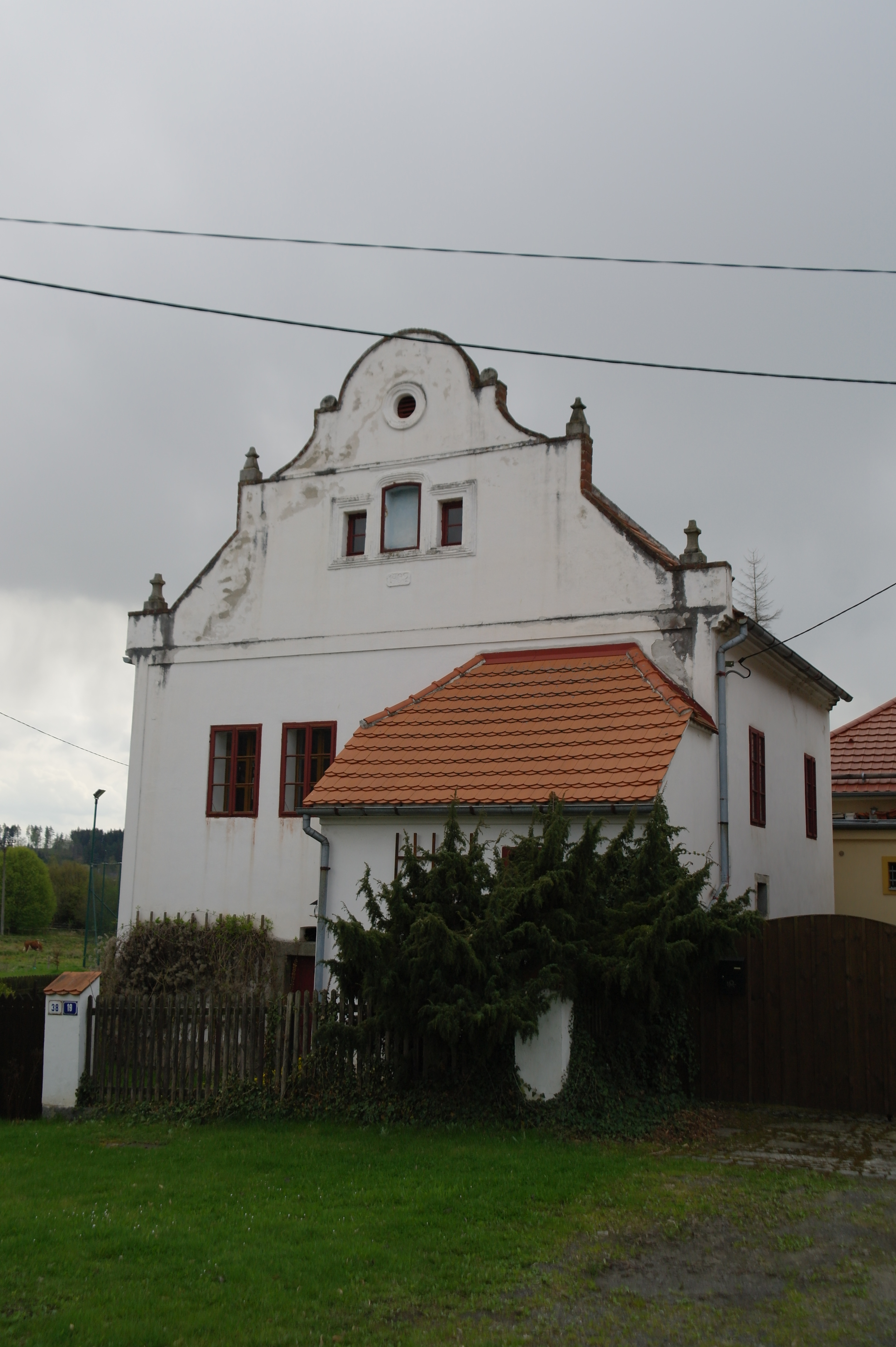
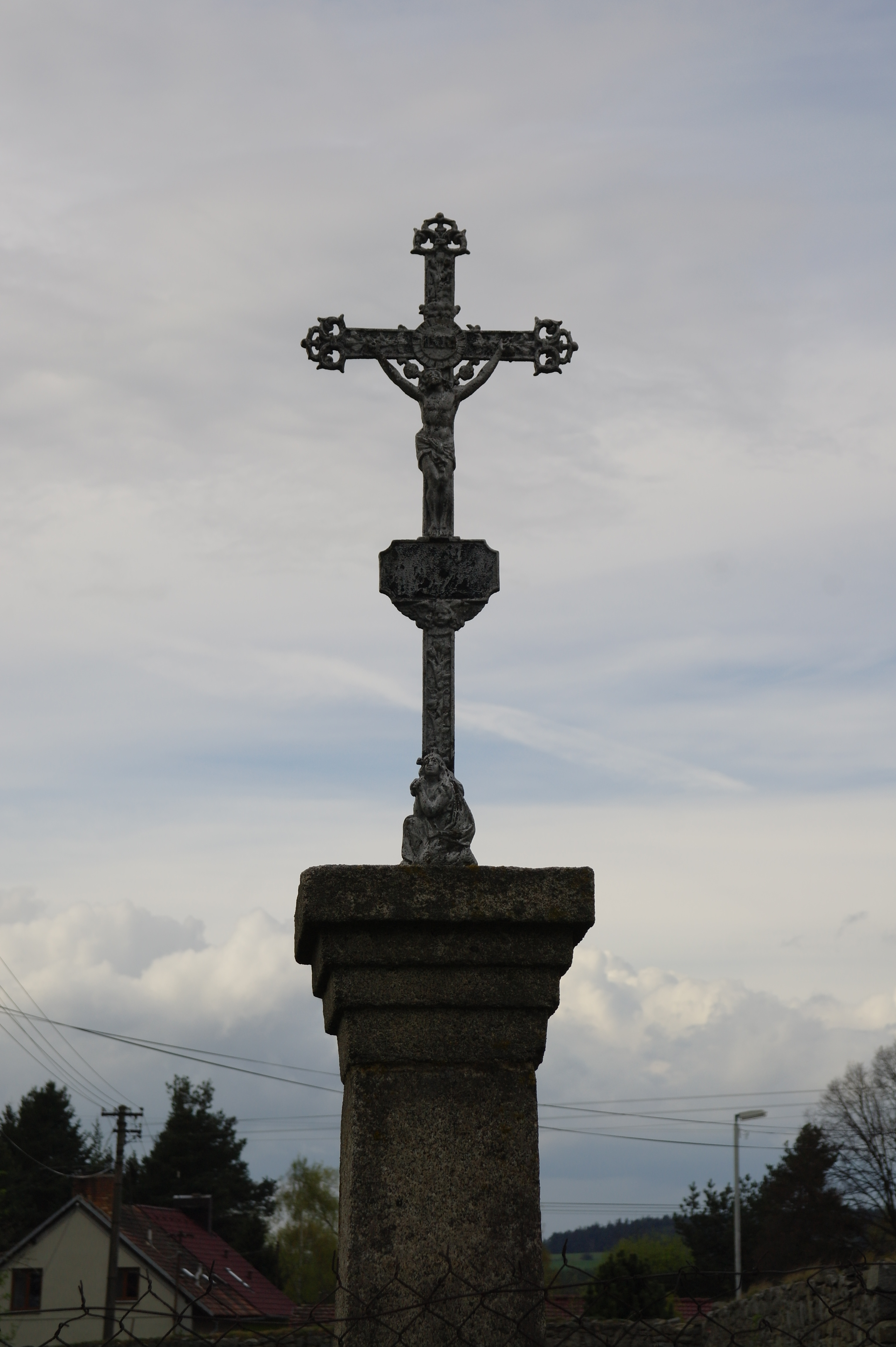
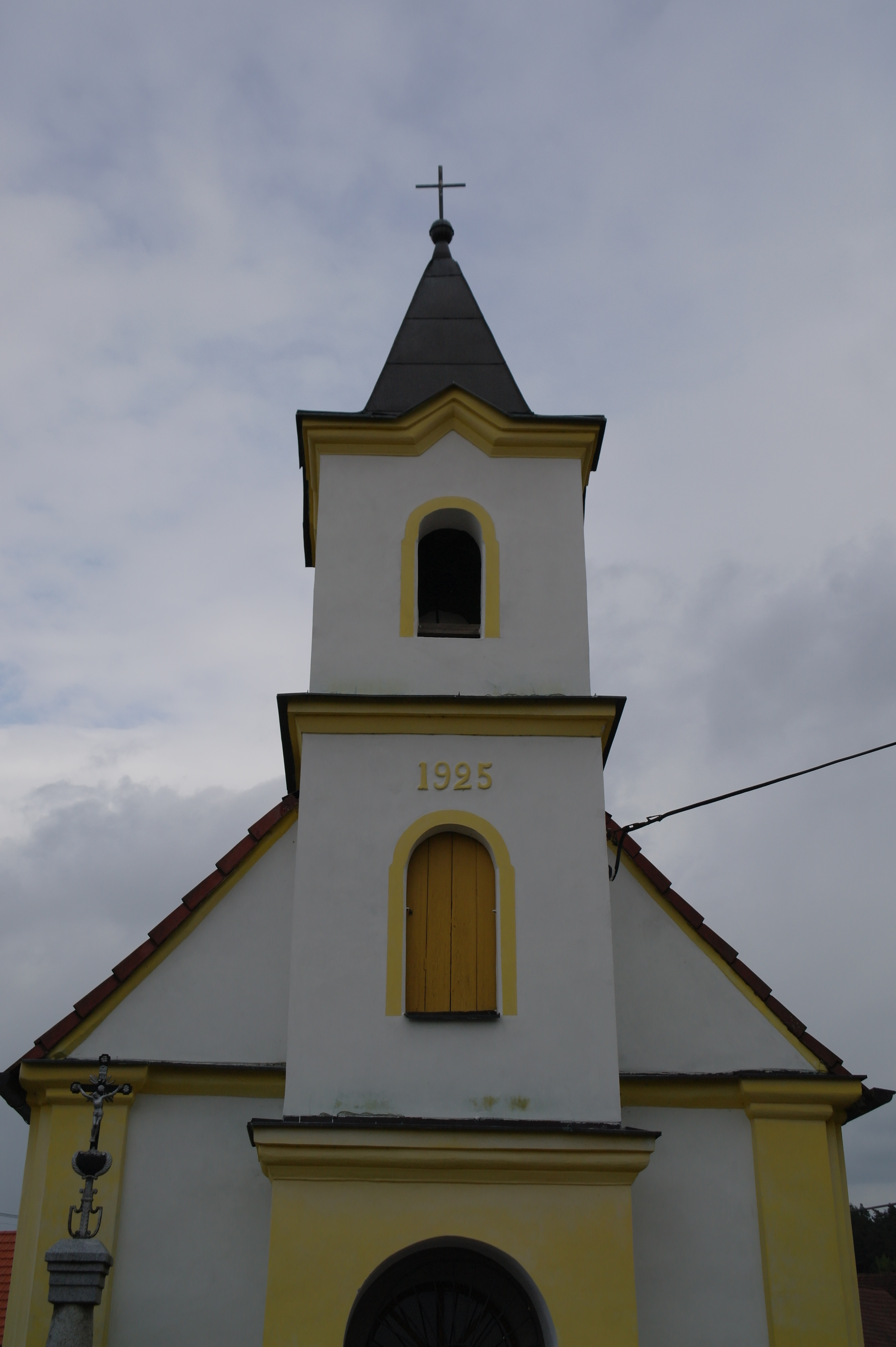